# Athetis nigra
Athetis nigra är en fjärilsart som beskrevs av Antonius Johannes Theodorus Janse 1940. Athetis nigra ingår i släktet Athetis och familjen nattflyn. Inga underarter finns listade i Catalogue of Life.